# سيري فالنر
سيري فالنر (بالإنجليزية: Sirir Vallner )‏ هي مهندسة معمارية إستونية ولدت 9 أبريل عام 1972
ولدت فالنر في تالين ودرست في الأكاديمية الإستونية للفنون في قسم الهندسة المعمارية. تخرجت من الأكاديمية في عام 1997. من عام 1998 إلى عام 1999 درست في معهد فيرجينيا بوليتيكنيك وجامعة فرجينيا للتقنية.
من عام 2001 كانت سيري فالنر رئيس المكتب OÜ للهندسة المعمارية ومن عام 2003 عملت في المكتب المعماري كافاكافا OÜ.
ومن الأعمال البارزة التي قامت بها سيري فالنر هي متحف المهن في تالين، وقاعة لاسناميه الرياضية، وقاعة الرياضة المركزية في بارنو وروضة لوت في تارتو. بالإضافة إلى أنها شاركت بنجاح في العديد من المسابقات المعمارية. وهي الفائزة بجائزة أفضل مهندسة معمارية شابة عام 2008. سيري فالنر هي عضو في اتحاد المهندسين المعماريين الإستونيين.

## أعمالها
- متحف المهن، 2003 (مع انديرك بيل).
- قاعة لاسمنام لألعاب القوى، 2003 (مع تمومو هايشي وانديرك بيل).
- الدرج إلى فالماجي في، 2005 (مع هايدي ايرب).
- قاعة الرياضة المركزية في بارنو، 2005 (مع كاترين كوف، هايدي أورب، كايري نيم).
- منزل عائلة واحدة في، 2007 (مع انديرك بيل).
- روضة لوت في تارتو، 2008 (مع اندريك بيل).

## جوائزها
- اوربنا 6 في فيينا، الجائزة الثانية عام 2001.
- كلية نارفا في جامعة تارتو، عام 2005 (مع انديرك بيل وكارتين كوف)، الجائزة الأولي.
- روضة لوت، عام 2006 (مع اندريك يبل) الجائزة الأولي.
- مركز الزوار في المتحف الإستوني في الهواء الطلق، 2007 (مع اندريك بيل)؛ الجائزة الأولي.
- مصنع تالين للثقافة، عام 2009 (مع اندريك بيل)، الجائزة الأولي.